# Morrison Rocks
Morrison Rocks är en kulle i Antarktis. Den ligger i Västantarktis. Inget land gör anspråk på området. Toppen på Morrison Rocks är 2 336 meter över havet.
Terrängen runt Morrison Rocks är kuperad söderut, men norrut är den bergig. Trakten är obefolkad. Det finns inga samhällen i närheten.